# Tomás de Aquino Ferreira da Costa
Miguel Ferreira da Costa (Rio de Janeiro, 1954) conhecido como Dom Tomás de Aquino, O.S.B., É o prior do Mosteiro da Santa Cruz em Nova Friburgo, refúgio para os padres que deixaram a Fraternidade Sacerdotal de São Pio X (FSSPX).
Ele entrou na Abadia de Sainte-Madeleine du Barroux em Vaucluse, França, em 1974 e assumiu o nome de Ir. Tomás de Aquino. Foi ordenado sacerdote em 1980 em Écône pelo arcebispo Marcel Lefebvre. Em 1987, ele e um grupo de monges de La Barroux partiram para o Brasil para fundar o Mosteiro de Santa Cruz em Nova Friburgo.
Ele é um bispo tradicionalista da União Sacerdotal Marcel Lefebvre. Ele foi consagrado bispo pelos bispos Richard Williamson e Jean-Michel Faure, em 19 de março de 2016.